# Strada statale 171 di Santeramo
La ex strada statale 171 di Santeramo (SS 171), ora strada provinciale 235 di Santeramo (SP 235), è una strada provinciale italiana. È l'unica arteria di collegamento fra il paese di Altamura e la città di Gioia del Colle e con l'A14 Bologna-Taranto. Tra i due capisaldi essa attraversa interamente l'abitato della città di Santeramo in Colle da cui prende il nome.
La strada ha avuto una importanza nei primi anni di esercizio, in quanto asse principale di sviluppo della area murgiana; questa arteria stradale è stata una unione di antiche strade provinciali preesistenti.

## Storia
La strada statale 171 venne istituita nel 1953 con il seguente percorso: "Innesto con la SS. n. 96 a Altamura - Santeramo - Gioia del Colle (Innesto con la SS. n. 100)."

## Percorso
La strada originariamente iniziava nel centro della cittadina murgiana Altamura presso porta Bari dove, dopo un tragitto di un paio di chilometri si interseca con la variante della statale Barese, che funge anche da circonvallazione della città murgiana.
Il percorso della strada, tra Santeramo in Colle e Altamura, si snoda tra le colline murgiane e la pianura alluvionale de Le Matine.
La strada in questo tratto è un rettifilo con paio di curve a largo raggio e la zona con la presenza di un elevato dislivello detta La Guardiola. Dopo circa nove chilometri dall'abitato incontriamo la zona di Casal Sabini, con la presenza dell'omonima stazione della linea ferroviaria Rocchetta Sant'Antonio–Gioia del Colle e l'intersezione di numerose strade di campagna più o meno importanti, come la via Tarantina o le strade di campagna che salgono verso Murgia Sgolgore.
A Santeramo la strada costituisce un'importante arteria cittadina in pieno centro denominato Corso Tripoli; nei successivi decenni, l'ANAS prima e la provincia attuale città metropolitana hanno provveduto a realizzare uno studio di fattibilità e progettuale di una variante alla cittadina murgiana.
Nel secondo tratto della strada verso Gioia del Colle, il percorso è più tortuoso con la presenza di molte curve anche pericolose. Alle porte di Gioia del Colle si incontra l'A14 Bologna-Taranto con gli svincoli per il casello autostradale, proseguendo si entra nella cittadina con il tracciato che termina in pieno centro.
In seguito al decreto legislativo n. 112 del 1998, dal 2001 la gestione è passata dall'ANAS alla Regione Puglia, che ha provveduto al trasferimento dell'infrastruttura al demanio della Provincia di Bari.

## Tracciato
| SP ex di Santeramo |                                                                            |        |           |
| Tipo               | Indicazione                                                                | km     | Provincia |
|                    | Porta Bari - Altamura                                                      | 0,000  |           |
|                    | Strada statale 96 Barese -                                                 | 1,600  | BA        |
|                    | Strada Comunale Esterna Barone                                             | 2,500  | BA        |
|                    | Strada Comunale Esterna Corrente                                           | 4,700  | BA        |
|                    | Tarantina                                                                  | 7,400  | BA        |
|                    | Casal Sabini - Stazione di Casal Sabini Strada Comunale Esterna Mercadante | 9,000  | BA        |
|                    | Sgarrone                                                                   | 9,000  | BA        |
|                    | Raccordo ferroviario Ferrosud                                              | 9,200  | BA        |
|                    | Contrada Terranova                                                         | 11,800 | BA        |
|                    | Santeramo alla Altamura verso Laterza (Via Alessandriello)                 | 17,500 | BA        |
|                    | Santeramo in Colle                                                         | 18,000 | BA        |
|                    | Strada statale 271 di Cassano II tratto per Matera                         | 17,800 | BA        |
|                    | Santeramo verso Laterza                                                    | 18,200 | BA        |
|                    | Circonvallazione di Santeramo in Colle                                     | 19,100 | BA        |
|                    | Strada Comunale Mosca                                                      | 20,400 | BA        |
|                    | Strada Comunale Mosca                                                      | 21,500 | BA        |
|                    | Strada Vicinale Tratturo Vallone                                           | 22,800 | BA        |
|                    | Contrada Lamadispine                                                       | 22,900 | BA        |
|                    | Parco della Corte                                                          | 22,900 | BA        |
|                    | Contrada Bellarosa                                                         | 24,000 | BA        |
|                    | Raccordo Gioia verso Laterza alla s.p. 235 (ex s.s.171)                    | 25,600 | BA        |
|                    | Acquaviva alla Gioia-Santeramo                                             | 25,600 | BA        |
|                    | Bari-Taranto                                                               | 27,000 | BA        |
|                    | Bari - Taranto Putignano                                                   | 30,900 | BA        |
|                    | Gioia del Colle                                                            | 30,950 |           |

## Curiosità
Su questa strada, all'ingresso di Santeramo in Colle da Altamura, è stato registrato il video "IL PROBLEMA DEI DOSSI SOGNANDO UN'INTERVISTA COSI" dal canale Youtube ViviCastellaneta, con circa 3 milioni di visualizzazioni (ottobre 2024). Il video è stato girato tra la fine degli anni '90 e i primi 2000 da un'emittente locale. Nel video un giornalista ferma una macchina di un passante (residente nelle campagne di Santeramo) per un'intervista riguardo ai dossi artificiali appena posti su questa strada. L'uomo critica aspramente in dialetto locale i rallentatori, preoccupandosi per gli ammortizzatori della sua automobile, inoltre lamentandosi per le condizioni delle strade rurali della zona. Suggerisce di sostituire i dossi con un vigile urbano.